# Талассоид

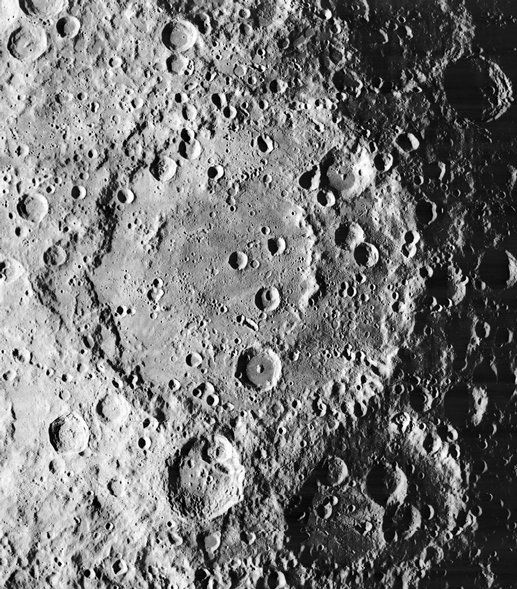
Кратер Королёв — пример талассоида

Талассоид («мореподобный», от др.-греч. θάλασσα — «море» и εἶδος — «вид») — крупная ударная структура на Луне, по размерам близкая к круглым лунным морям, но отличающаяся от них светлым дном, не залитым (или лишь частично залитым) тёмной лавой. Дно талассоидов усеяно меньшими кратерами так же, как и окрестности. В полнолуние (когда не видно теней от деталей лунной поверхности) талассоиды не выделяются на фоне окружающей местности.
Автор термина «талассоид» — профессор Московского Университета Юрий Павлович Псковский (1926–2004). В 1967 году на XIII Генеральной ассамблее Международного астрономического союза рассматривался вопрос о включении этого слова в набор родовых терминов номенклатуры деталей поверхности Луны, но предложение было отклонено. Таким образом, этот термин является лишь характеристикой объектов, а не частью их названий. На Западе он не прижился; там эти объекты обычно называют просто бассейнами (англ. basins). В последнее время слово «талассоиды» употребляется редко.
Светлое дно характерно для ударных структур обратной стороны Луны: масштаб лавовых излияний там был намного меньше, чем на видимой стороне. Однако несколько небольших морей обратной стороны расположены именно в центре талассоидов. К талассоидам относятся, в частности, бассейны морей Мечты, Москвы и Восточного, кратеры Герцшпрунг и Королёв на обратной стороне Луны, а также бассейн Моря Нектара на видимой.